# 携帯電話・PHSの事業者一覧
携帯電話・PHSの事業者一覧（けいたいでんわ・ピーエイチエスのじぎょうしゃいちらん）では、各国の、携帯電話およびPHSの事業者を以下に一覧とする。以下には既に事業から撤退したものも含む。詳細は各項を参照のこと。

## 携帯電話の事業者一覧

### 日本
- NTTグループ - NTTドコモ（NTTドコモ、ahamo）
- KDDIグループ - KDDI（au、UQ mobile、povo）・沖縄セルラー電話（au、UQ mobile、povo）
- ソフトバンクグループ - ソフトバンク（SoftBank、Y!mobile、LINEMO）
- 楽天グループ - 楽天モバイル（楽天モバイル）

### アメリカ
- AT&T Mobility
- Verizon Wireless
- Sprint（SoftBank）
- T-Mobile US
- KDDI Mobile（SprintのMVNO）
- U.S. Cellular

### カナダ
- WIND Mobile

### グアム
- ドコモパシフィック

### イギリス
- EE（Orange・T-モバイル）
- O2（テレフォニカ）
- Vodafone
- Hutchison 3G
- Talkmobile
- a2network

### アイルランド
- Vodafone

### ドイツ
- T-Mobile D1
- D2
- E-Plus
- O2
- Vodafone
- a2network

### イタリア
- Iliad Italia
- ウイン・トレ
- テレコム・イタリア・モービレ

### フランス
- ブイグテレコム
- Orange
- SFR

### ベルギー
- Proximus - Belgacom
- Mobistar
- Base

### スペイン
- AMENA
- movistar

### オランダ
- KPN Mobile
- Telfort B.V.
- T-Mobile

### スウェーデン/フィンランド
- テリア

### チェコ
- Eurotel Praha（GSM 900/1800）
- T-Mobile（GSM 900/1800）
- Vodafone（GSM 900/1800）

### ロシア
- MTS（MTC） モバイル・テレシステム
- MegaFon（МегаФон）
- ヴィンペルコム（VimpelCom） - Beeline（БиЛайн）

### ウクライナ
- Kyivstar
- UMC
- Jeans
- Life

### トルコ
- タークセル（TKC）

### モルドバ
- Moldcell（GSM 900）
- VoXtel（GSM 900）

### 大韓民国
- SKテレコム（SK telecom）
- KT
- LGユープラス（LG telecom・CanU）

### 台湾
- 台湾大哥大（Taiwan Mobile）
- 中華電信（Chunghwa Telecom）
- 遠傳電信（Far EasTone）
- 台湾スター（Taiwan Star Telecom）
- 亜太電信（Asia Pacific Telecom）

### タイ王国
- AIS
- DTAC - Total Access Communication telenorグループ（ノルウェー）
- True Move - Orangeとの合弁
- Happy - dtacのプリペイド携帯
- a2network

### 中華人民共和国
- 中国移動通信（China Mobile）
- 中国聯通（China Unicom）
- 中国電信（China Telecom）

### 香港
- 3香港（Hutchison Telecom）
- 數碼通（Smartone Vodafone）
- csl.香港移動通訊（New Mobility,1010,csl.）
- 中国移動（香港）（China Mobile Hong Kong）

### 中国（マカオ）
- 澳門電訊（CTM）
- 3澳門（Hutchison Telecom Macau）
- 數碼通澳門（Smartone Macau）
- 中国電信（China Telecom）

### フィリピン
- Globe Telecom（GSM 900/1800）
- Smart Communications（GSM 900/1800）
- Innove Communications（GSM 900）
- Digital Telecommunications Phils（GSM 1800）

### ベトナム
- mobifone
- Viettel Telecom（Tập đoàn Công nghiệp Viễn thông Quân đội）

### シンガポール
- SingTel
- StarHub
- M1

### マレーシア
- Celcom
- Maxis
- Digi - telenorグループ（ノルウェー）

### オーストラリア
- Australia Pty Limited
- オプタス（Optus）
- テルストラ（Telstra MobileNet）
- ボーダフォン（Vodafone） - 3の豪州法人を吸収。
- ヴァージン・モバイル・オーストラリア（Virgin Mobile Australia） - ヴァージン・グループ

### ニュージーランド
- Vodafone
- two degrees
- telecom nz
- Skinny

### アルゼンチン
- CTI Móvil

### ブラジル
- Claro
- Tim
- Oi
- Vivo

### チリ
- Smartcom

### 南アフリカ
- vodacom - vodafoneグループ
- MTNグループ